# Права ЛГБТ в Намибии
Лесбиянки, геи, бисексуалы и трансгендеры (ЛГБТ) в Намибии сталкиваются с правовыми проблемами, с которыми не сталкиваются жители, не принадлежащие к ЛГБТ. Дискриминация по признаку сексуальной ориентации и гендерной идентичности в Намибии не запрещена, и однополые пары не имеют такой же правовой защиты, что и разнополые.
Отношение к ЛГБТ в Намибии в последние годы улучшилось, в стране проводились прайд-парады. Также существуют ЛГБТ-группы, которые обеспечивают осведомленность о сексуальном здоровье для геев и бисексуальных мужчин, предоставляют консультации и советы ЛГБТ-персонам и организует образовательные программы для повышения осведомленности про ЛГБТ, религиозная ЛГБТ-группа и группа для трансгендерных людей.

## История
Гомосексуальность и однополые отношения были задокументированы среди различных сообществ на территории современной Намибии. В XVIII веке народ кой-коин имел термины koetsire который относится к мужчине, которого привлекают сексуально другие мужчины, и soregus, который относится к однополой мастурбации, обычно среди друзей. Анальные сношения и сексуальные отношения между женщинами также имели место, хотя и реже.
В 1920-х годах немецкий антрополог Курт Фальк сообщал о гомосексуальности и церемониях однополых браков среди народов овамбо, нама, гереро и химба. Мужчин овамбо, играющих пассивную роль в сексе с другими мужчинами, называют kimbanda или eshengi. Среди гереро эротическая дружба (известная как oupanga) между двумя людьми независимо от пола были обычным явлением и обычно включала анальные половые сношения (okutunduka vanena). В 1970-х годах португальский этнограф Карлос Эстерманн наблюдал традицию овамбо, согласно которой мужчины, известные как esenge, одевались как женщины, выполняли женскую работу и женились на других мужчинах. Общество овамбо считало, что они одержимы женскими духами.

## Законность однополых сексуальных отношений

Карта Намибии в цветах радужного флага

В Намибии нет закрепленных положений о содомии, но она остается преступлением в стране в соответствии с действующим римско-голландским общим правом. Содомию определяют как «незаконные и преднамеренные анальные сексуальные контакты между двумя мужчинами». Следовательно, это определение не включает анальные половые контакты среди гетеросексуальных пар или лесбиянок.
Раздел 299 Закона об уголовном судопроизводстве 2004 года (африк. Strafproseswet van 2004) описывает вопросы доказательств по обвинению в содомии или попытке содомии. В Приложении 1 Закона содомия расположена вместе со списком других преступлений, за которые полиция имеет право производить арест без ордера или применять огонь на поражение в ходе ареста. Публичные проявления привязанности между двумя мужчинами могут считаться «аморальным» поведением, которое наказуемо в соответствии с Законом о борьбе с аморальными практиками 1980 года (африк. Wet op die Bekamping van Onsedelike Praktyke, 1980).
В августе 2016 года Комитет ООН по правам человека опубликовал доклад в Виндхуке, столице Намибии, в котором призвал страну отменить закон о запрете содомии. Отвечая на призыв комитета, Джон Уолтерс, омбудсмен Намибии, чей офис уполномочен продвигать и защищать права человека, сказал, что люди должны быть свободны жить своей жизнью так, как они считают нужным. Уолтерс сказал:

I think the old sodomy law has served its purpose. How many prosecutions have there been? I believe none over the past 20 years. If we don’t prosecute people, why do we have the act?
Правительство Намибии информировало Организацию Объединенных Наций о том, что в настоящее время оно не намерено отменять закон о содомии. Несколько депутатов выразили разные мнения, однако председатель Национального совета Маргарет Менса-Уильямс заявила: «Как бы неудобно это ни было, пришло время поговорить о ЛГБТИ-сообществе. Они являются частью нашего сообщества». Ивонн Даусаб, председатель Комиссии по правовой реформе и развитию, заявила, что в Конституции Намибии отсутствует «достаточное описание и защита прав, относящихся к ЛГБТ-сообществу». На круглом столе, организованном омбудсменом в 2019 году по вопросу о защите ЛГБТ-сообщества Намибии, несколько законодателей призвали к безотлагательному решению этих вопросов.
В июне 2019 года, после отмены закона Ботсваны о содомии Верховным судом, первая леди Моника Гейнгос призвала к отмене закона Намибии о содомии, заявив, что «дни закона о содомии сочтены» и «Намибия будет следующей».
В июне 2024 года было опубликовано постановление Верховного суда Намибии, отменяющее уголовную ответственность за «содомию» и «неестественные сексуальные акты».